# Загонетна лула
Загонетна лула је епизода серијала Мали ренџер (Кит Телер) објављена у Лунов магнус стрипу бр. 282. Епизода је изашла 1977. године, имала 96 страна, и коштала 10 динара. Насловна страница је репродукција оригиналне насловнице коју нацртао Франко Донатели. Издавач је био Дневник из Новог Сада. Други део ове епизоде обављен је у ЛМС-283 под називом Ледени једрењак.

## Оригинална епизода
Оригинална епизода под називом Il professionista изашла је у Италији у издању Sergio Bonnelli Editore у јуну 1974. године под редним бројем 127. Коштала је 300 лира. Епизоду је нацртала Лина Буфоленте. Насловницу је нацртао Франко Донатели.

## Кратак садржај
У салуну града Њутна, екипи коцкара прикључује се особа обучена у црно, која се представља као професионалац. Један од картароша по имену Фриман пуши лулу. Професионалац му нуди 50 $ за њу. Пошто Фриман одбија да му је прода, професионалац га убија у двобоју и однпси лулу као трофеј.
Следећег дана у Њутн долазе Кит и Френки и почињу истрагу. За то време професионалац налази другу лулу код сељака Франциска Гарсије, кога такође убија.
Од Гарсијине удовице Кит и Френки сазнају да му је лулу продао путујући трговац и преварант Лари Остин. Од њега пак сазнају да је продао укупно три луле које је набавио од Мастарда Клега, затвореника познатог по томе што је у Њу Орлеансу опљакао велику количину злата, које није предао властима када су га ухватили. Кит верује да се у лулама налази нешто што ће им помоћи да нађу благо. Од Ларија Остина сазнају да је трећу лули продао Ани Четири Пиштоља.

## Prethodna i naredna sveska Malog rendžera u LMS
Prethodna sveska Malog rendžera u LMS nosila je naziv Frenkijeva pesnica (LMS279), a naredna Ledeni jedrenjak (LMS283).

## Spisak epizoda
Pogledati još Spisak epizoda edicije Lunov magnus strip i Kit Teler (spisak i sadržaj epizoda)